# Alchemilla amphiargyrea
Alchemilla amphiargyrea es una especie de planta del género Alchemilla, perteneciente a la familia Rosaceae.

## Taxonomía
Alchemilla amphiargyrea fue descrita por Buser en 1902.

## Distribución
Se encuentra en el territorio de Albania, Grecia y el noroeste de los Balcanes.